# Susanna Öhman
Maud Susanna Öhman, född 11 augusti 1964, är en svensk professor i sociologi vid Mittuniversitetet och rektor för Högskolan i Halmstad.
Öhman disputerade 2002 vid Umeå universitet på avhandlingen Public Perceptions of Gene Technology : On the edge of risk society. Hon har efter disputationen varit verksam som forskare vid Mittuniversitetet i Östersund.
Öhmans forskning är fokuserad på människors uppfattningar om risker, behov av riskkommunikation och kriskommunikation i mångkulturella samhällen. Forskningen ligger främst inom ramen för RCR (Risk and Crisis Research Center) och FGV (Forum för genusvetenskap). Hon har efter disputationen innehaft flera administrativa poster vid Mittuniversitetet, bl.a. som prefekt för Institutionen för samhällsvetenskap 2004-2011 och därefter som dekan för fakulteten för humanvetenskap 2011-2017. Under 2017 fungerade hon som prorektor för universitetet.. Åren 2018-20 arbetade hon som akademichef vid Högskolan i Halmstad.  År 2020 utnämndes hon till professor i sociologi vid Mittuniversitetet. Sedan 2023 är hon rektor för Högskolan i Halmstad. 

## Publikationer (urval)
- Giritli Nygren, K. , Öhman, S. & Olofsson, A. (2016). Everyday places, heterosexist spaces, and risk in contemporary Sweden. Culture, Health and Sexuality, vol. 18: 1, ss. 45-47.
- Öhman, S. , Giritli Nygren, K. & Olofsson, A. (2016). The (un)intended consequences of crisis communication in news media : a critical analysis. Critical Discourse Studies, vol. 13: 5, ss. 515-530.
- Olofsson, A. & Öhman, S. (2016). Monster Cows and the Doing of Modern Biotechnology in Sweden : An Intersectional Risk Analysis. Journal of Risk Analysis and Crisis Response, vol. 6: 4, ss. 186-196.
- Olofsson, A. & Öhman, S. (2015). Vulnerability, values and heterogeneity : One step further to understand risk perception and behaviour. Journal of Risk Research, vol. 18: 1, ss. 2-20.
- Linnell, M. , Johansson, C. , Olofsson, A. , Wall, E. & Öhman, S. (2015). Enhancing public resilience : A community approach. Planet@Risk, vol. 3: 1, ss. 33-44.
- Giritli Nygren, K. , Öhman, S. & Olofsson, A. (2015). Doing and undoing risk : The mutual constitution of risk and heteronormativity in contemporary society. Journal of Risk Research,
- Sparf, J. & Öhman, S. (2014). On Risk and Disability : Investigating the Influence of Disability and Social Capital on the Perception and Digital Communication of risk. Journal of Risk Analysis and Crisis Response, vol. 4: 1, ss. 20-33.
- Olofsson, A. & Öhman, S. (2013). Risk perception and risk behaviour in a heterogeneous society: The case of Sweden. Journal of Risk Research,
- Meijnders, A. , Midden, C. , Olofsson, A. , Öhman, S. , Matthes, J. , Bondarenko, O. , Gutteling, J. & Rusanen, M. (2009). The Role of Similarity Cues in the Development of Trustin Sources of Information About GM Food. Risk Analysis, vol. 29: 8, ss. 1116-1128.
- Olofsson, A. & Öhman, S. (2007). Views of risk in Sweden : Global fatalism and local control. An empirical investigation of Ulrich Beck´s theory of modern risks.. Journal of Risk Research, vol. 10: 2, ss. 177-196.
- Olofsson, A. & Öhman, S. (2006). General beliefs and environmental concern : Transatlantic comparisons. Environment and Behavior, vol. 38: 6, ss. 768-790.
- Olofsson, A. , Öhman, S. & Rashid, S. (2006). Attitudes to Gene Technology : The Significance of Trust in Institutions. European Societies, vol. 8: 4, ss. 601-624.